# Nino Žugelj
Nino Žugelj (23 maggio 2000) è un calciatore sloveno, centrocampista del Djurgården e della nazionale slovena.

## Carriera

### Club
Žugelj ha giocato nelle giovanili dello Slovenj Gradec e del Dravograd, per poi entrare a far parte di quelle del Maribor. Con questa maglia ha esordito in Prva slovenska nogometna liga, in data 23 febbraio 2019: ha sostituito Felipe Santos nel pareggio casalingo per 1-1 contro lo NŠ Mura.
A gennaio 2020, Žugelj è passato al Drava Ptuj, in Druga slovenska nogometna liga, con la formula del prestito. Ha giocato l'unica partita in squadra il 6 marzo, quando è stato titolare nella sconfitta interna per 0-1 contro il Nafta.
Rientrato al Maribor per fine prestito, in vista della stagione 2020-2021 è stato ceduto con la medesima formula al Bravo. Ha giocato la prima partita in squadra il 22 agosto, subentrando a Michele Šego nella vittoria per 1-2 in casa del Domžale.
Terminato anche questo prestito, è stato aggregato alla rosa del Maribor. L'8 luglio 2021 ha esordito nelle competizioni UEFA per club: è stato infatti schierato titolare nel successo per 1-0 sull'Urartu, valido per le qualificazioni alla Conference League, in cui è stato autore del gol in favore della sua squadra. Il 18 luglio 2021 ha siglato la prima rete nella massima divisione slovena, nella vittoria per 2-3 in casa del Celje.
Il 1º agosto 2022 i norvegesi del Bodø/Glimt hanno ufficializzato l'acquisto di Žugelj, che ha firmato un contratto valido fino al 31 dicembre 2025.
Nel corso della Eliteserien 2023 ha disputato soltanto 12 delle 30 partite in programma a causa di alcuni infortuni, sebbene il club abbia concluso il campionato conquistando il titolo di campione di Norvegia. A causa di un infortunio ha saltato anche il girone di ritorno dell'Eliteserien 2024, torneo anch'esso concluso con la vittoria del titolo da parte del Bodø/Glimt.
Il 5 febbraio 2025 è stato acquistato a titolo definitivo dagli svedesi del Djurgården con un accordo quadriennale.

### Nazionale
Žugelj ha rappresentato la Slovenia a livello Under-17, Under-18, Under-19 e Under-21.
Il 7 giugno 2024 esordisce in nazionale maggiore nell'amichevole pareggiata 1-1 contro la Bulgaria.

## Statistiche

### Presenze e reti nei club
Statistiche aggiornate al 1º agosto 2022.
| Stagione       | Club           | Campionato     | Campionato | Campionato | Coppe nazionali | Coppe nazionali | Coppe nazionali | Coppe continentali | Coppe continentali | Coppe continentali | Supercoppe | Supercoppe | Supercoppe | Totale | Totale |
| Stagione       | Club           | Comp           | Pres       | Reti       | Comp            | Pres            | Reti            | Comp               | Pres               | Reti               | Comp       | Pres       | Reti       | Pres   | Reti   |
| -------------- | -------------- | -------------- | ---------- | ---------- | --------------- | --------------- | --------------- | ------------------ | ------------------ | ------------------ | ---------- | ---------- | ---------- | ------ | ------ |
| 2018-2019      | Maribor        | 1. SNL         | 3          | 0          | CS              | 0               | 0               | -                  | -                  | -                  | -          | -          | -          | 3      | 0      |
| 2019-gen. 2020 | Maribor        | 1. SNL         | 0          | 0          | CS              | 0               | 0               | UCL                | 0                  | 0                  | -          | -          | -          | 0      | 0      |
| gen.-giu. 2020 | Drava Ptuj     | 2. SNL         | 1          | 0          | CS              | -               | -               | -                  | -                  | -                  | -          | -          | -          | 1      | 0      |
| 2020-2021      | Bravo          | 1. SNL         | 18         | 0          | CS              | 1               | 0               | -                  | -                  | -                  | -          | -          | -          | 19     | 0      |
| 2021-2022      | Maribor        | 1. SNL         | 29         | 4          | CS              | 1               | 0               | UECL               | 4                  | 2                  | -          | -          | -          | 34     | 6      |
| lug.-ago. 2022 | Maribor        | 1. SNL         | 1          | 1          | CS              | 0               | 0               | UCL                | 4                  | 0                  | -          | -          | -          | 5      | 1      |
| Totale Maribor | Totale Maribor | Totale Maribor | 33         | 5          |                 | 1               | 0               |                    | 8                  | 2                  |            | -          | -          | 42     | 7      |
| ago.-dic. 2022 | Bodø/Glimt     | ES             | 0          | 0          | CN              | 0               | 0               | UCL                | 0                  | 0                  | -          | -          | -          | 0      | 0      |
| Totale         | Totale         | Totale         | 52         | 5          |                 | 2               | 0               |                    | 8                  | 2                  |            | -          | -          | 62     | 7      |

## Palmarès
- Campionato sloveno: 2

Maribor: 2018-2019, 2021-2022
- Campionato norvegese: 2

Bodo/Glimt: 2023, 2024